# 4476 Bernstein
4476 Bernstein (1983 DE) là một tiểu hành tinh vành đai chính được phát hiện ngày 19 tháng 2 năm 1983 bởi Ted Bowell ở Flagstaff.